# سیارک ۲۵۹۰۷
سیارک ۲۵۹۰۷ (به انگلیسی: 25907 Capodilupo، نامگذاری:2001AR20)۲۵۹۰۷مین سیارک کشف شده‌است که در ۰۳ ژانویه ۲۰۰۱ کشف شد.